# Piazzale della stazione di Carrara-Avenza

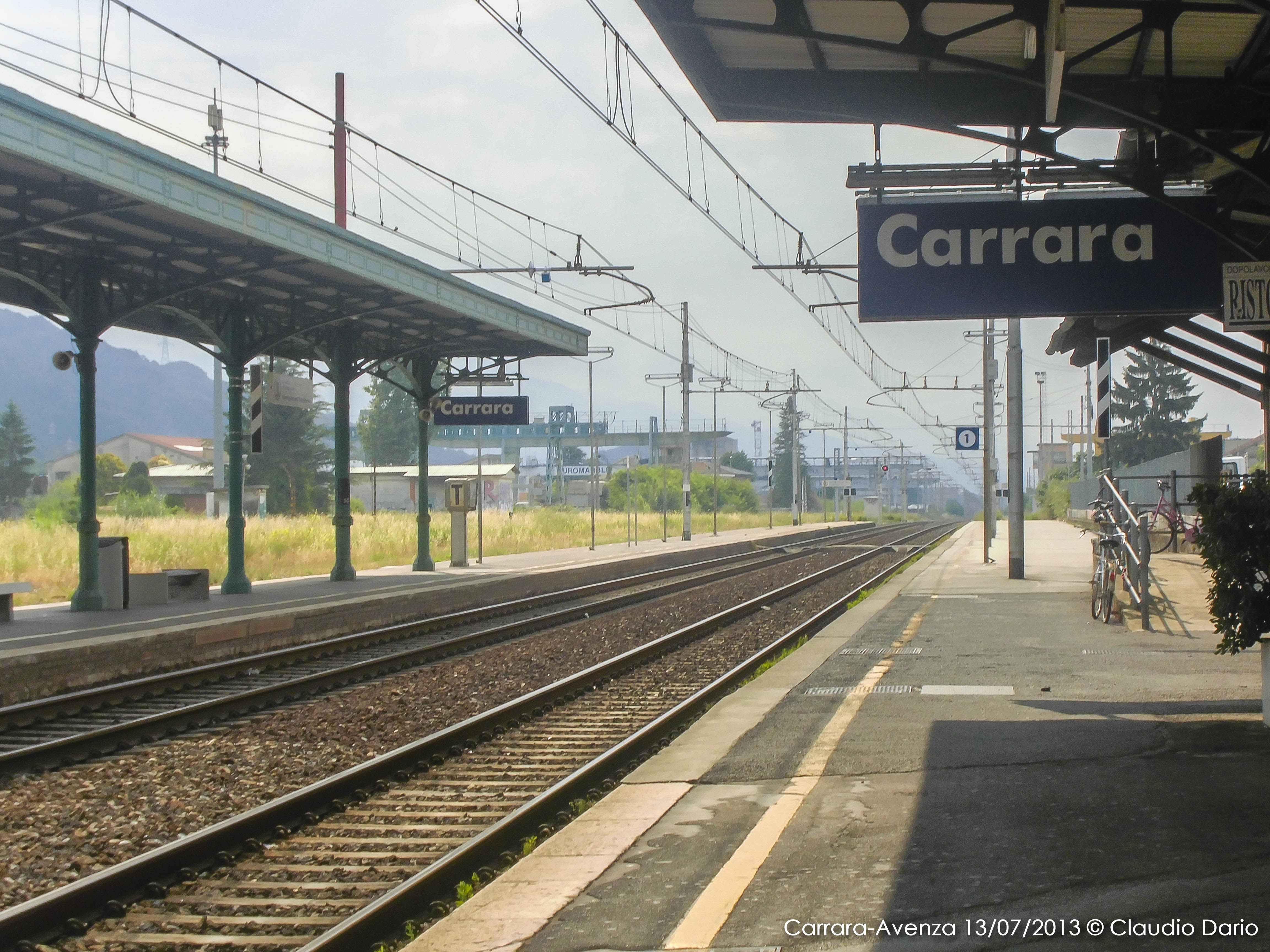
Veduta dei binari di corsa lato Pisa nel 2013 con pensiline e cartelli indicatori di località

La località disponeva di uno scalo merci con un piano caricatore, un magazzino e un binario tronco che garantiva l'accesso non solo allo stesso ma anche a una segheria retrostante la stazione (Frugoli) e ad un'altra sita nei pressi del passaggio a livello (SIMA). Tale binario era utilizzato anche per l'effettuazione di precedenze nel senso pari, e inizialmente parte terminale del binario indipendente dedicato alle tradotte da e per Massa Zona Industriale e con la Zona Industriale Apuana in sé. Dall'inizio degli anni novanta il servizio merci venne soppresso e lo scalo perse la sua funzione originaria: il magazzino venne poi parzialmente riconvertito in ristorante per il Dopolavoro Ferroviario, attivo fino al 2018 e poi trasferito a Marina di Carrara, e dal piano caricatore venne ricavato un parcheggio riservato al personale di servizio. Il tronchino venne dismesso nei primi anni 2000, in quanto era venuto a cessare il traffico per il raccordo Frugoli, quello per la Zona Industriale Apuana e l'esigenza di effettuare precedenze su quel binario, in quanto la linea era stata resa banalizzata con la possibilità di effettuare marce parallele già nella prima metà degli anni novanta. Nel 2007 da parte del sedime venne ricavato l'allungamento della banchina.
Lato La Spezia era presente un ulteriore piano caricatore, dedicato fino al 1969 alla linea per Carrara San Martino e in seguito per altra merce relativa al processo di estrazione del marmo alle cave, come ad esempio la sabbia, e originariamente dotato di una gru capace di sollevare fino a 10 t, poi trasferita a Savona Letimbro e della quale rimane la base in metallo.

## Ubicazione e pendenze
L'asse del fabbricato viaggiatori si trova alla progressiva chilometrica 146+997,51 a 18 metri sul livello del mare, in entrambe le direzioni Pisa e La Spezia la linea tende a scendere con una pendenza intorno al 6 per mille, rispettivamente 6‰ lato Pisa tra le chilometriche 145+992 e 146+792 e 6,5‰ lato La Spezia tra le progressive 147+270 e 147+976. Tali pendenze sono calcolate tra il ponte sul Carrione e il segnale di protezione lato Pisa e tra il ponte sul viale XX Settembre e il segnale di protezione lato La Spezia (sulla planimetria entrambi raffigurati con ale semaforiche di 1ª categoria).

## Configurazione
| Binario  | Lunghezza | Lunghezza | Note |
| Binario  | Metri     | Assi      | Note |
| -------- | --------- | --------- | --- |
| 1p       | 430       | 78        | Di circolazione, utilizzato per le precedenze nel senso pari, corrispondente al binario per lo scalo merci |
| I        | 593       | 110       | Di linea                                                                                                   |
| II       | 459       | 80        | Di linea                                                                                                   |
| III      | 385       | 70        | Di circolazione, utilizzato per l'effettuazione di precedenze                                              |
| IV       | 411       | 76        | Di stazionamento                                                                                           |
| V        | 411       | 76        | Di stazionamento                                                                                           |
| VI       | 324       | 76        | Di stazionamento (parzialmente centralizzato)                                                              |
| VII      | n/d       | n/d       | Secondario                                                                                                 |
| modifica |           |           | |

Il dispositivo d'armamento era suddiviso, dall'attivazione dell'ACEI e al tempo della sua massima operatività, in due zone: centralizzata e a mano. La zona centralizzata si componeva di 6 binari di circolazione (da 1 a 5 e 1p, dove P sta per pari e utilizzato per le precedenze in tale senso di marcia) attrezzati con segnalamento luminoso di 1ª categoria e basso di manovra, la zona a mano comprendeva i binari 6 e 7 e tutte le varie aste di manovra e raccordi lato Pisa e La Spezia. Tra tali zone era garantita l'indipendenza a mezzo di due comunicazioni (deviatoi 4a-b e 13a-b) collocate lato Spezia e Pisa e poste normalmente per il parallelismo. I binari dal terzo al settimo, tra il primo e l'1p nonché in gran parte del piazzale a mano erano serviti da camminamenti in cemento per permettere di effettuare in sicurezza le operazioni di manovra, formazione treni e verifica veicoli, e in generale consentire gli spostamenti sul piazzale da parte del personale di servizio.
Vi erano anche altri binari tronchi per lo stazionamento di materiale rotabile e altri che davano accesso a strutture come il ponte a bilico (che fungeva anche da bilancia fiscale) con la sagoma limite, la rimessa e la fu sottostazione elettrica; erano presenti inoltre vari raccordi con aziende collocate nelle vicinanze del piazzale il che rendeva l'impianto uno scalo terminale di tipo raccordato a tutti gli effetti. Lato Pisa era presente la "campagna", la cui realizzazione risale al 1938 con la creazione della Zona Industriale Apuana, costituita fino all'inizio degli anni duemila da un binario dorsale che dava accesso ad ulteriori tre aziende servite da altrettanti raccordi. In seguito i raccordi Fibronit e Cementerie Apuane vennero soppressi e l'intera area "campagna" acquistata dalla Spintermar, insediatasi in parte dell'area ex Ferroleghe, che decise di realizzare un fascio di quattro binari per la presa e consegna dei propri treni. Completava il piazzale sud la continuazione del binario 1p verso il sistema di raccordi della Zona Industriale.

### Enti
Il piazzale si componeva nel complesso di 48 deviatoi, 6 scarpe fermacarri, 24 segnali bassi luminosi fissi e 22 segnali luminosi, oltre che di altri impianti fissi.

#### Segnalamento
In origine la stazione disponeva dei soli dischi di protezione per permettere l'accesso ai treni, poi licenziati in loco dal capostazione. Successivamente venne installato il vero e proprio segnalamento di tipo semaforico con avviso, protezione e partenza. Con l'avvento del sistema ACE, questo venne sostituito dal segnalamento di tipo luminoso e la prima implementazione del segnalamento basso per le manovre, costituito da marmotte. Con l'attivazione dell'ACEI i segnali bassi girevoli vennero sostituiti da segnali bassi luminosi con modifiche al segnalamento di 1ª categoria.
Il segnalamento, a partire dalla banalizzazione della linea, era così composto:
| Tipo       | Tipo   | Numero | Note                    |
| ---------- | ------ | --- | ----------------------- |
| Bassi      | Bassi  | 24 | Del tipo basso luminoso |
| Alti       |        | |                         |
| Avviso     | 4      | Permissivi di blocco automatico (di 1ª categoria) a due luci con avviso accoppiato verso la protezione |                         |
| Protezione | 4      | A due luci con avviso accoppiato verso i segnali di partenza, inizialmente con segnali di chiamata poi integrati con segnali di permissività temporanea. Tutti i binari di circolazione più il VI disponevano di segnale di partenza dedicato (compresi i sussidiari H, M, N e O). |                         |
| Partenza   | 14     | A luce singola, i segnali riferiti ai binari I e II erano a due luci. Avevano avviso accoppiato verso i segnali permissivi di linea (esclusi i sussidiari H, M, N e O). Il segnale P aveva funzione di segnale di partenza comune a più binari                                     |                         |
| Totale     | Totale | 46 | 46                      |
| modifica   |        | |                         |

Dal 21 dicembre 2012, i segnali di protezione e partenza sono stati in parte sostituiti da segnali permissivi di blocco automatico (gli avvisi e protezione lato La Spezia con le partenze lato Pisa) e in parte soppressi (gli avvisi e protezione lato Pisa con le partenze lato La Spezia). Infine tutti i segnali non relativi ai binari di linea e quelli bassi di manovra sono stati soppressi.

#### Deviatoi centralizzati
|           | Nome     | Binario      | Tipo armamento | Tangente     | Cassa          | Intallonabilità | Note |
| La Spezia |          |              |                |              |                | | |
| --------- | -------- | ------------ | -------------- | ------------ | -------------- | --- | --- |
| La Spezia | 6a-b     | II / I       | T. 60 U        | 0.092        | P64            | A comando | Aggiunti in seguito alla banalizzazione della linea |
| La Spezia | 1a-b     | II / I       | T. 60 U        | 0.092        | P64            | A comando | |
| La Spezia | 2a-b     | III / II     | T. 60 U        | 0.092        | P64            | A comando | |
| La Spezia | 3a-b     | IV / III     | FS / T. 60 U   | 0.10 / 0.092 | L63 / P64      | No / a comando | |
| La Spezia | 4a-b     | V / IV       | FS             | 0.10         | L63            | No | Collegati al dispositivo "Dev. 4", che consentiva l'immobilizzazione da parte del personale di manovra nella posizione normale per l'indipendenza tra zona centralizzata e a mano del piazzale nord |
| La Spezia | 5        | IV           | FS             | 0.10         | L63            | No | |
| Pisa      |          |              |                |              |                | | |
| 11a-b     | III / II | T. 60 U      | 0.092          | P64          | A comando      | | |
| 13a-b     | VI / V   | FS           | 0.12           | L63          | No             | Garantivano l'indipendenza tra zona centralizzata e a mano nel piazzale sud                                                | |
| 14        | IV       | T. 60 U      | 0.12           | P64          | No             | Originariamente inglese doppio per permettere l'inoltro diretto dal fascio merci ai raccordi della Zona Industriale Apuana | |
| 16a-b     | IV / II  | FS / T. 60 U | 0.10 / 0.092   | L63 / P64    | No / a comando | | |
| 17a-b     | 1p / I   | FS / T. 60 U | 0.10 / 0.092   | L63 / P64    | No / a comando | | |
| 18a-b     | II / I   | T. 60 U      | 0.092          | P64          | A comando      | | |
| 19a-b     | I / II   | T. 60 U      | 0.092          | P64          | A comando      | | |
| Totale    | 24       | 24           | 24             | 24           | 24             | 24 | 24 |
| modifica  |          |              |                |              |                | | |

I deviatoi intallonabili a comando erano posti sui binari 1, 2 e 3, dove venivano presi di punta con velocità d'inoltro maggiore di 60 km/h (per consistenza d'impianto, per i treni che impegnavano i deviatoi di punta anche a velocità inferiori a 60 km/h questi venivano comunque resi intallonabili). Non esisteva ritorno automatico alla posizione normale per alcun deviatoio.

#### Deviatoi a mano
| Dispositivi                  | Nome     | Binario            | Tipo armamento | Tangente    | Note |
| ---------------------------- | -------- | ------------------ | -------------- | ----------- | --- |
| Con fermadeviatoio elettrico | 101      | VI                 | FS             | 0.10        | Con fermadeviatoio per la posizione normale, parte dell'inglese semicentralizzato 101/201                             |
| Con fermadeviatoio elettrico | 102a-b   | VII / VI           | FS             | 0.12        | Con fermadeviatoio per la posizione normale                                                                           |
| Con fermadeviatoio elettrico | 103a-b   | VII / VI           | RA             | 0.12 / 0.10 | Con fermadeviatoio per la posizione normale                                                                           |
| Con fermadeviatoio elettrico | 104      | VI                 | RA             | 0.12        | Con fermadeviatoio per la posizione normale, d'accesso al raccordo Cellubloc                                          |
| Con fermadeviatoio elettrico | 105a-b   | I / 1p             | T. 60 U / FS   | 0.12 / 0.10 | Con fermadeviatoio per entrambe le posizioni, 105a intallonabile                                                      |
| Con fermadeviatoio elettrico | 106      | 1p                 | FS             | 0.12        | Con fermadeviatoio per la posizione normale, d'accesso al raccordo Frugoli                                            |
| Con fermadeviatoio elettrico | 107      | 1p                 | FS             | 0.12        | Con fermadeviatoio per la posizione normale, d'accesso al raccordo SIMA                                               |
| Con fermadeviatoio elettrico | 108      | 1p                 | FS             | 0.10        | Con fermadeviatoio per entrambe le posizioni, d'accesso a un'asta di manovra                                          |
| Con fermascambio a chiave    | 203, 204 | Binario raso       | FS             | 0.12        | Comunicazione a mano per binario racc. Forti e Telara, con fermascambio per il ramo di destra                         |
| Con fermascambio a chiave    | 205      | VII                | FS             | 0.12        | D'accesso al racc. IE, con fermascambio per il ramo di destra                                                         |
| Con fermascambio a chiave    | 209      | VII                | RA             | 0.12        | D'accesso al racc. Vulcania, con fermascambio per il ramo di destra                                                   |
| Con fermascambio a chiave    | 210      | IV                 | RA             | 0.10        | Binario d'accesso alla "campagna", con fermascambio per il ramo di destra                                             |
| Con fermascambio a chiave    | 211      | Dorsale "campagna" | RA             | 0.10        | D'accesso al racc. Montecatini Calcio, con fermascambio per il ramo di destra                                         |
| Con fermascambio a chiave    | 212      | Dorsale "campagna" | RA             | 0.12        | D'accesso al racc. Cementerie Apuane, con fermascambio per il ramo di destra                                          |
| Con fermascambio a chiave    | 213      | Racc. SIMA         | FS             | 0.10        | Con fermascambio per il ramo di sinistra (per l'indipendenza), dotato di controllo elettrico di efficienza degli aghi |
| Liberi                       | 201      | VI                 | FS             | 0.10        | Parte dell'inglese semicentralizzato 101/201                                                                          |
| Liberi                       | 202      | VII                | FS             | 0.12        | D'accesso al binario raso (per racc. Telara e Forti)                                                                  |
| Liberi                       | 206      | Racc. SSE          | RA             | 0.10        | D'accesso per la rimessa                                                                                              |
| Liberi                       | 207      | VII                | FS             | 0.12        | D'accesso per ponte a bilico e sagoma limite                                                                          |
| Liberi                       | 208      | VII                | FS             | 0.10        | D'accesso per un'asta di ricovero                                                                                     |
| Totale                       | 11 + 13  | 11 + 13            | 11 + 13        | 11 + 13     | 11 + 13 |
| modifica                     |          |                    |                |             | |

La maggior parte dei deviatoi a mano era dotata di fermascambio a chiave FS, questi ultimi tipicamente posti in corrispondenza dell'innesto dei vari raccordi, e i restanti erano liberi senza fermascambio. Erano numerati dal 201 in poi. I deviatoi e comunicazioni a mano posti sui binari di circolazione erano dotati di fermadeviatoio elettrico per il controllo della posizione all'atto della costruzione degli itinerari.
Completava il contesto l'area della "campagna" dove però, essendo zona privata della società Spintermar (trattata come raccordo da RFI) e pertanto non inclusa nelle planimetrie e piani schematici, nessuno dei deviatoi risultava avere una numerazione dedicata. In precedenza all'acquisizione dell'area da parte di Spintermar, i deviatoi d'accesso alla stessa (ancora menzionata come Montecatini Calciocianamide nella documentazione) e alle società Cementerie Apuane e Fibronit avevano numerazione propria e accompagnati da sbarre fermacarri.

#### Staffe fermacarri
| Nome                            | Note                                                                                         |   |
| ------------------------------- | -------------------------------------------------------------------------------------------- | - |
| 15 (racc. IMEG)                 | Dotata di cassa di manovra elettrica tipo FS 38 modificata, applicata sulla rotaia di destra |   |
| Staffa sul binario 7            | Applicata sulla rotaia di destra                                                             |   |
| Staffa sul binario raso         | Applicata sulla rotaia di destra                                                             |   |
| Staffa racc. Telara             | Applicata sulla rotaia di destra, solo lato raccordo                                         |   |
| Staffa racc. Forti              | Applicata sulla rotaia di destra, solo lato raccordo                                         |   |
| Staffa annessa al deviatoio 108 | Applicata sulla rotaia di sinistra                                                           |   |
| Totale                          | 6                                                                                            | 6 |
| modifica                        |                                                                                              |   |

#### Passaggi a livello
Il piazzale è attraversato dalla via provinciale Carrara-Avenza tramite un passaggio a livello centralizzato a barriere complete. È ubicato al chilometro 146+628 ed era munito di impianto televisivo e collegato ai segnali di protezione e partenza lato Pisa. In quanto collocato nella zona di stazionamento dei binari 4 e 5, i circuiti di questi ultimi erano spezzati in due (IV¹/IV² e V¹/V²) e il PL veniva riaperto manualmente dall'operatore dal banco di manovra in seguito all'accertamento della libertà dell'attraversamento. L'apparato considerava questi circuiti sdoppiati come uno solo (IV e V) e venivano raffigurati come tali sui piani schematici.
Dopo il declassamento, è stato riclassificato da PL di stazione ad automatico di linea, protetto da segnali di blocco automatico, mentre la sua chiusura e apertura non viene più comandata con la costruzione degli itinerari dall'ACEI ma direttamente al passaggio del treno tramite specifici pedali posti sul binario.
Durante l'esercizio col blocco manuale, i segnali di partenza lato La Spezia erano collegati a un posto di guardia di un PL di linea, poi soppresso, ubicato al km 149+955 e la loro apertura era vincolata allo stato d'efficienza delle barriere del suddetto attraversamento.

#### Altre apparecchiature
Sul piazzale erano presenti due trasmettichiave (unità bloccabili), marcati "8" e "11" che ospitavano le rispettive chiavi. La chiave 8 veniva sbloccata dal DM tramite la maniglia per il fermadeviatoio 108, che consentiva sia di estrarre la chiave da introdurre nella vicina staffa fissa, sia di manovrare il deviatoio 108. La 11 consentiva di sbloccare la scarpa sul binario 7.
Esisteva inoltre il dispositivo per l'indipendenza "Dev. 4", connesso alla relativa comunicazione 4a-b e che consentiva di realizzare l'indipendenza tra le due zone di piazzale, nonché il tracciato permanente di manovra. Consisteva di una cassetta stagna con una maniglia a tre posizioni, una lampada per il consenso e una serratura elettrica per chiave Yale: questa, custodita dal DM in ufficio, veniva inserita e girata ogni qual volta si doveva effettuare un instradamento (o itinerario da o per il binario 6) ed estratta, eseguendo prima la manovra inversa nella serratura, quando la manovra era terminata.
Erano poi presenti, in corrispondenza dell'entrata dell'ufficio movimento, sei armadietti per l'abbattimento della codifica sui binari di corsa al codice 180, contenenti le "chiavi di rallentamento" 11d, 12s, 13s/d, 14s/d, 15s/d, 16s/d. Tutti i dispositivi vennero rimossi al declassamento a fermata.

### Impianti fissi
| Nome                     | Note |
| ------------------------ | --- |
| Ponte a bilico           | A rotaia continua tipo WWB-EI di costruzione 1961 Molenschot-Buroni, portata massima 40 t (massima assoluta 42) e minima 500 kg, numero di serie 4381, numero bilico 102. Dotata di dispositivo registratore con impressione del peso |
| Sagoma limite di carico  | Posta su due stanti in corrispondenza del ponte a bilico |
| Piattaforma girevole     | Annessa al raccordo Du Borck, diametro 5,5 m |
| Impianti di rifornimento | Idrico: torre dell'acqua capacità 350 m³ con riserva da 50 m³, colonnine capacità 100 m³ Benzina: posto in prossimità della rimessa IE. Impianti demoliti                                                                             |
| Gru                      | A catene da 10 t sul piano caricatore della ferrovia Avenza-Carrara (trasferita a Savona Letimbro), altre due ad azionamento idraulico risultanti negli anni venti con capacità di carico oltre le 6 t                                |
| modifica                 | |

La fermata era dotata di un impianto di rifornimento idrico per i treni a vapore e per quelli alimentati in corrente alternata trifase, dotato di una torre da 350 m³ e un'altra in cemento armato di riserva da 50 m³ attivata nel 1906, poi demolito. Dopo la demolizione della torre dell'acqua, dell'impianto rimasero solo le colonnine, la prima ubicata in direzione Pisa e la seconda in direzione La Spezia nei pressi del termine della banchina, al 2007 queste risultavano ancora formalmente attive. Vennero rimosse definitivamente nel 2017 con i lavori di restyling dell'impianto.
Tra gli impianti fissi figuravano inoltre un ponte a bilico con sagoma limite, una piccola piattaforma girevole (per il raccordo Cellubloc Du Borck) e delle gru al servizio dei piani di carico.

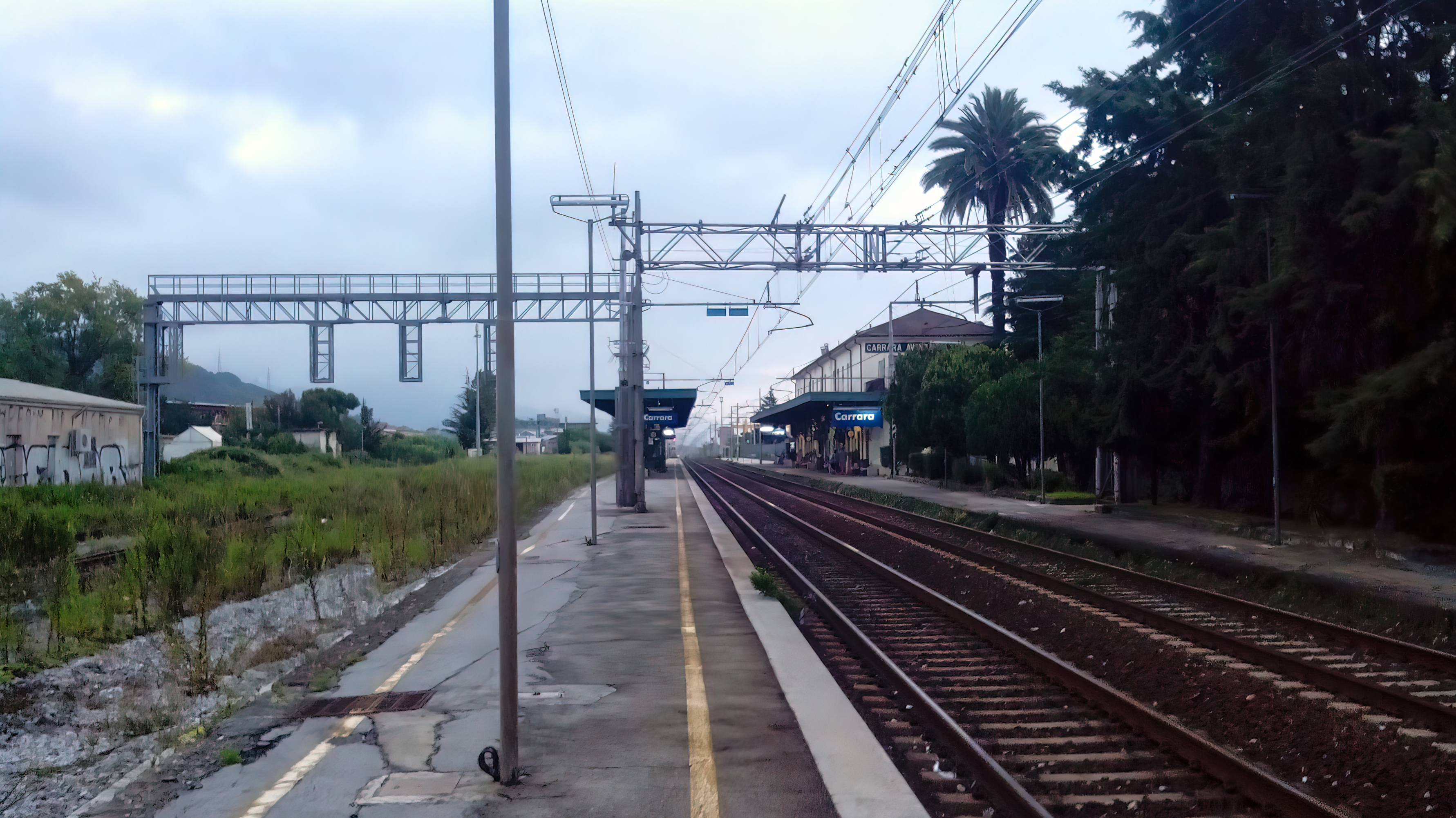
Vista del piazzale lato La Spezia dell'ormai fermata nel 2014, a due anni dal declassamento

### Armamento
L'armamento era costituito da rotaie UNI 60 (armamento pesante) e traversine in cemento armato precompresso per i binari 1 e 2, da rotaie UNI 50 ed eguali traversine per i binari 3 e 4 e da rotaie FS 46 con traversine in legno per il resto del piazzale. I deviatoi posti sui binari 1, 2 e 3 erano costituiti da armamento pesante (ad eccezione del deviatoio centralizzato 14, posto sul binario 4 e avente, per l'appunto, armamento pesante) mentre il restante aveva armamento leggero tipo FS (o in alcuni casi RA) con tangenti 0.10 o 0.12.

### Infrastruttura TE

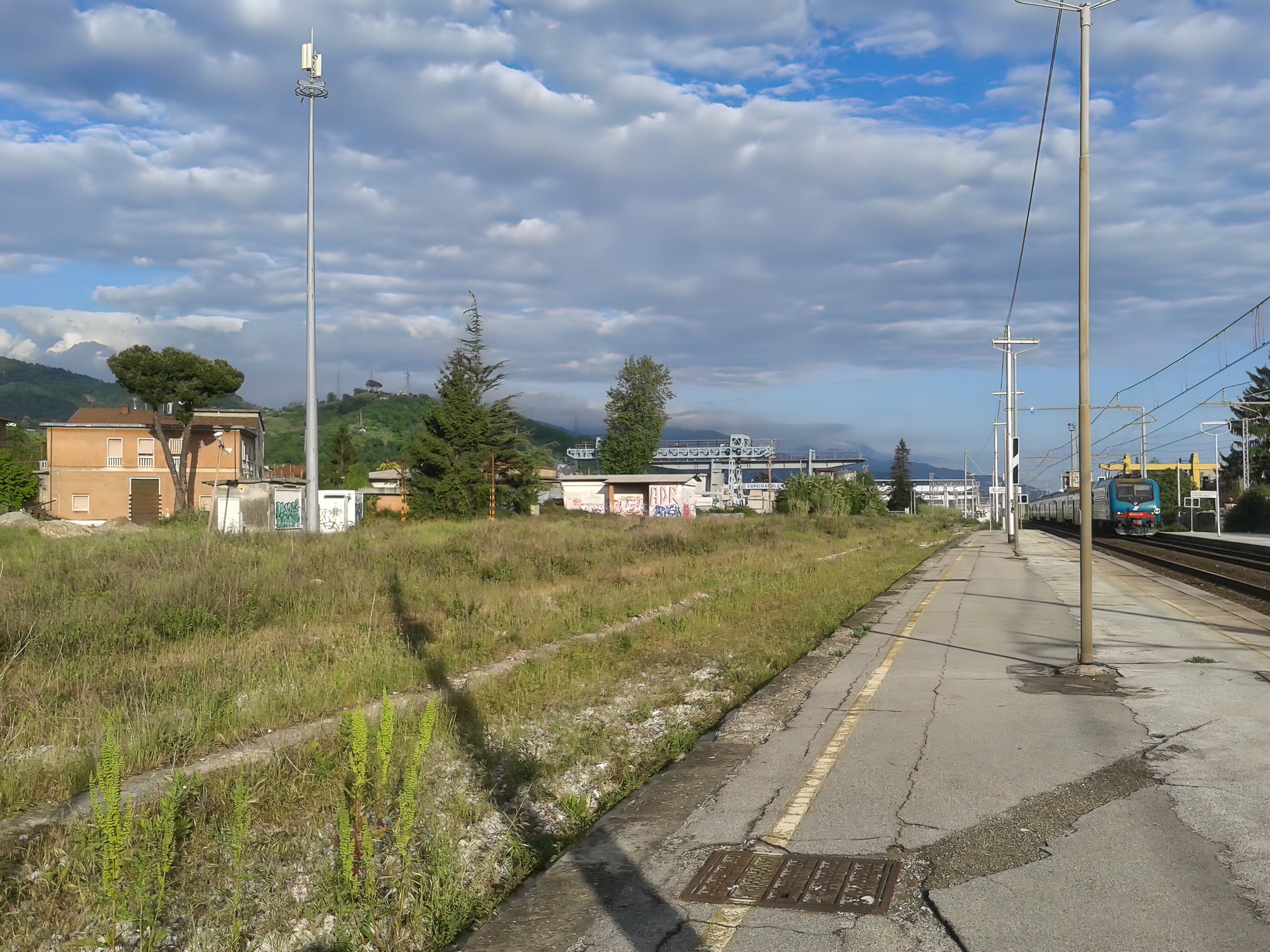
Veduta del piazzale sud nel 2014

La stazione era delimitata da quattro portali TE collocati alle estremità del piazzale, rispettivamente lato La Spezia e Pisa. Internamente il piazzale era suddiviso in cinque zone TE: due sul binario 1 e altrettante sul secondo, più un'altra per quanto riguardava il resto del piazzale (dal binario 3 al 7). Fino ai primi anni 2000 esisteva una sesta zona TE, dedicata al tronchino dello scalo merci e all'asta di ricovero lato Zona Industriale. Tutti i sezionamenti tra le zone elettriche erano realizzati a spazio d'aria, erano presenti 4 sezionatori a corna con cassa di manovra elettrica telecomandati, posti ai portali esterni di manovra ad azionamento manuale, per l'emisezionamento e per le zone elettriche del binario 1p e per lo scalo merci.
Al 2010 i binari elettrificati oltre a quelli di corsa risultavano essere solo il 3, 4 e 5 mentre l'asta San Martino risultava essere accorciata a prima del ponte su viale XX Settembre. Il resto dell'elettrificazione, seppur in opera, risultava soppressa.

### Raccordi
La stazione fungeva da collegamento alla ferrovia per 12 aziende, o stabilimenti: Carlo Telara, FortiMarmi, Fabbricotti (in località Fiorino), Bering-Nicoli, Vulcania, Cellubloc Du Borck, IMEG, Frugoli e SIMA nelle immediate vicinanze del piazzale e operanti principalmente nel settore del marmo, mentre la Montecatini Calciocianamide (poi Ferroleghe, il cui piazzale venne poi parzialmente acquisito dalla Spintermar), Cementerie Apuane e Fibronit erano poste nell'area "campagna" lato Pisa operanti nell'ambito della produzione e lavorazione di sostanze come l'acido solforico e fertilizzanti chimici.
Al 1968 la stazione risultava servire le aziende Cementeria Apuana Società Anonima CASA, ditta Oberon De Borck, S.p.A. Cementifera Italiana FIBRONIT, Frugoli, Manifatture Tabacchi di Lucca, S.r.L. Marmi Colorati, Montecatini-Edison - gruppi Marmi e Calciocianamide, Gaetano Venezia & Figli.
| Telara Stabilimento sorto negli anni settanta in area ex FMC, il proprio raccordo era protetto da una staffa fissa assicurata da chiave FS, internamente consisteva di un binario a servizio dell'azienda a cui era collegato anche un binario mobile che, manovrandolo, dava accesso ad altri due binari che s'inserivano direttamente nel piazzale di deposito dei marmi della società. Fabbricotti Stabilimento posto in località Fiorino e strettamente legato alla ferrovia Marmifera, era collocato poco fuori dell'area di stazione e dotato di un raddoppio di binario con di un binario perpendicolare accessibile tramite piattaforma girevole. Cellubloc Du Borck Collocato dopo il passaggio a livello, era raggiungibile tramite una piattaforma girevole del diametro di circa 5 m e il cui binario era assicurato da una sbarra fermacarri. Disponeva di una piccola ferrovia Decauville interna per il trasporto delle lastre di marmo. Frugoli Di proprietà di Cesare Frugoli e sita sulla sponda destra del Carrione nella zona lato mare dell'impianto, insieme al raccordo SIMA. Era collegata al binario 1p, protetto da sbarra fermacarri e dotata del solo binario di accesso che si distaccava dal deviatoio 106 con un raggio di curvatura di 72 m. Era dotata di un piccolo piano caricatore e da una gru a perno dal raggio di 15 m. Cementerie Apuane La seconda incontrata dopo la Spintermar e chiamata anche Italcementi, era protetta da una sbarra fermacarri con a disposizione due binari paralleli, su uno dei quali era presente un ponte a bilico. Fibronit L'ultima impresa servita dalla ferrovia, incontrata dopo le Cementerie Apuane, oltre che la più distante dal fabbricato viaggiatori. Già società Cementifera Italiana, era protetta da sbarra fermacarri e con il solo binario d'ingresso all'interno. Aveva una superficie pari a 50000 m² ed era specializzata nella produzione di lastre in cemento amianto. | Forti Anch'esso sorto in area ex FMC nello stesso periodo e protetto contro la fuga di rotabili da una staffa fissa con chiave FS, consisteva di un binario interno per lo stazionamento, carico e scarico dei carri. Tale binario probabilmente fu il risultato del riutilizzo del binario di raddoppio FMC che, anticamente, andava a riallacciarsi a nord con il binario per Fiorino. Bering-Nicoli Antica segheria di proprietà dello scultore Carlo Nicoli, servita dalla ferrovia e anch'essa strettamente legata alla Marmifera, si affacciava sul viale XX Settembre a circa 800 m dalla stazione. Aveva a disposizione il binario d'accesso, una gru a ponte da 30 t e un fabbricato per le lavorazioni interne. Il binario si staccava dalla linea per Marina di Carrara e proseguiva in rettifilo, dopo una curva nel tratto iniziale costeggiando il perimetro della segheria Telara e ricalcando in alcuni punti la via Piombara per poi immettersi nell'area dell'azienda. La segheria cessò le attività con la soppressione della ferrovia Marmifera. Vulcania In precedenza "Venezia" dal cognome del proprietario, era protetto tramite sbarra fermacarri, consisteva del solo binario d'ingresso che finiva tronco all'interno dell'azienda. SIMA Posto sulla sponda sinistra del Carrione, era anch'esso collegato al binario 1p e dotato del solo binario d'ingresso, servito da un carroponte. Venne soppresso all'inizio degli anni novanta. IMEG Originariamente "Faggioni" poi Montecatini Marmi, era protetto da una staffa fermacarri a manovra elettrica, disponeva di un raddoppio di binario corredato da ponte a bilico e piattaforma girevole in corrispondenza del paraurti di fine binario. |

Spintermar

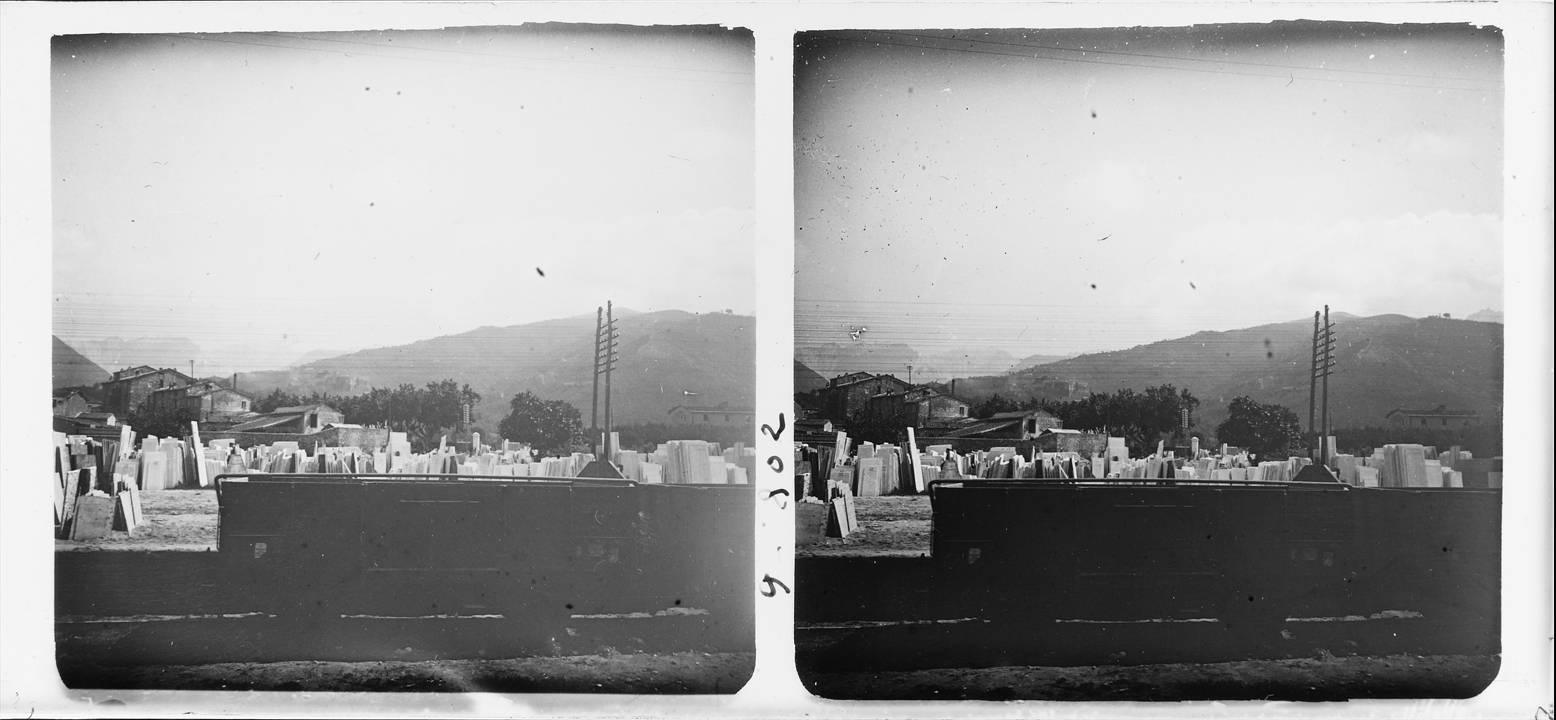
Scorcio del 1924 della segheria Faggioni, poi Montecatini Marmi

Società sorta su parte dell'area ex Montecatini Calciocianamide, è specializzata nel trasporto intermodale e di blocchi di marmo e il cui raccordo rimase formalmente attivo fino al declassamento dell'impianto. Aveva a disposizione due binari interni a mezzaluna, dove le manovre venivano fatte entrare in retrocessione, e un fascio esterno per la presa e consegna dei carri consistente di 4 binari, terminante nei pressi del vecchio raccordo delle Cementerie Apuane in un'asta di manovra. Per la movimentazione dei carri avevano a disposizione un locotrattore Zephir.
Sia la zona interna che il fascio esterno erano collegate tramite un deviatoio inglese doppio, che dava origine al fascio lato Pisa e lato La Spezia sull'area interna (ramo destro) o sul cancello esterno (ramo sinistro) a sinistra; gli aghi lato cancello erano assicurati per il ramo di sinistra tramite fermascambio a chiave (verso il cancello esterno). Verso di questo si incontrava un deviatoio semplice che dava a sinistra verso la stazione e a destra verso un'asta di manovra; era anch'esso assicurato tramite fermascambio a chiave, ma per il ramo di destra per assicurare l'indipendenza.
Precedentemente, la Montecatini Calciocianamide (dal 1973 conosciuta come Ferroleghe), aveva a disposizione un'area di 150000 m², dal 1971 produceva carburo di calcio e sintesi di calciocianamide effettuata per conto della Montedison. Dal 1971 al 1974 avviò un progressivo passaggio alla lavorazione di ferro-cromo, che divenne l'unica produzione dopo il 1974. Quando era attiva, il raccordo prevedeva un ingresso a zig-zag, con il binario interno confluente in una coppia di binari paralleli.

### Piazzale FMC

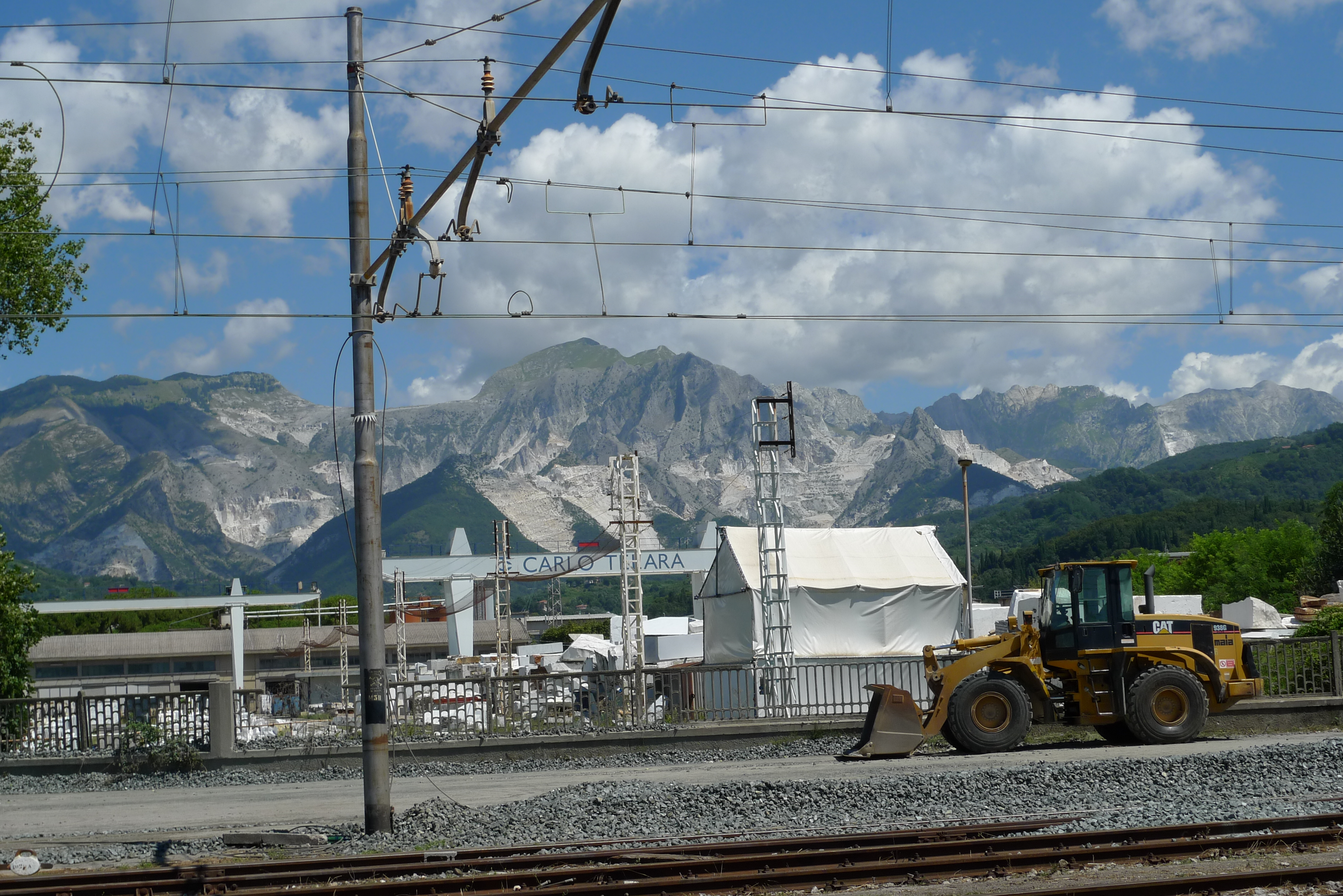
Scorcio del piazzale raso con l'azienda Carlo Telara sullo sfondo

Parte dell'area lato monti della stazione, fino al 1964, era di proprietà della Società della ferrovia Marmifera Privata di Carrara che la utilizzava sia come piazzale di deposito, carico e scarico dei marmi sia come area ferroviaria. Il piazzale binari FMC comprendeva il binario di linea da Marina fino alle segherie del Fiorino, l'ufficio di stazione dedicato della società, il raccordo Bering-Nicoli, un binario di raddoppio parallelo al lungo binario in curva per Fiorino e un altro raccordo collocato nei pressi del piano caricatore dedicato all'Avenza-Carrara. Fuori dall'area di stazione esistevano altri 4 raccordi, tra cui il maggiore quello con lo stabilimento della famiglia Fabbricotti.
Il piazzale FMC era indipendente dal piazzale FS e delimitato da una recinzione per tutto il perimetro confinante; esisteva tuttavia la possibilità dello scambio dei carri tra i due gestori attraverso un binario di raccordo sul quale era posto un cancello normalmente chiuso.
Con la cessazione della Marmifera e poco prima della chiusura della linea per Carrara San Martino, quest'area verrà in parte acquistata dalle Ferrovie dello Stato per aumentare le potenzialità di carico della stazione, diventando parte del piazzale a tutti gli effetti, e in parte riassegnata alle ditte che in precedenza lavoravano nei pressi della vecchia stazione di San Martino (tra cui l'Adolfo Forti Marmi).

## Apparati di sicurezza
La stazione è stata attrezzata negli anni con almeno tre sistemi di controllo del piazzale. Il primo apparato installato fu di tipo idrodinamico tra l'inizio del 1900 e gli anni venti, rimase in esercizio fino a poco dopo la seconda guerra mondiale.
Sul finire degli anni quaranta venne installato un impianto di tipo ACE con banco di manovra tipo FS composto di due apparati in due cabine separate (senza banchetto consensi dedicato). Questo rimase in esercizio fino a metà anni settanta quando venne sostituito da un più moderno apparato ACEI a pulsanti, che rimase in esercizio fino al declassamento nel 2012.

### Impianto ACI
Le FS già nel 1906 pensarono di dotare la stazione di un apparato centrale per cercare di agevolare la gestione del traffico e del piazzale, continuamente ingombro dovuto alle manovre e ai convogli del marmo della Marmifera in sosta, riducendo i tempi tecnici di costruzione di itinerari e istradamenti. Venne poi installato negli anni successivi, di tipo ACI e dotato complessivamente di 16 leve, con segnalamento di tipo semaforico.
La cabina era collocata lato La Spezia nei pressi del ponte sul viale XX Settembre, a due piani di cui il secondo ospitante il banco di manovra e accessibile tramite una scaletta dalla banchina. Aveva la classica struttura metallica con tetto a spiovente come per altre cabine in uso in molte altre stazioni in quel periodo.

### Impianto ACE
L'impianto, di tipo FS e ibrido tra gli schemi I 0/5 (per linee a doppio binario senza leve d'itinerario) e I 0/3 (per stazioni di diramazione e più cabine), venne attivato tra il 1947 e il 1948. Gli apparati disponevano di banchi di manovra, quadri luminosi e sale relé separate, i due posti di manovra comunicavano tra loro tramite consensi elettrici.
La cabina A era ubicata nel fabbricato viaggiatori e comandava l'intera zona centralizzata nord, disponeva del proprio banco di manovra dotato di 25 leve, e del quadro luminoso comprensivo di tutto il piazzale dando la possibilità al regolatore della circolazione di avere la situazione completa di entrambe le zone nord e sud. La cabina B era posta nelle immediate vicinanze del passaggio a livello ed era dedicata alla zona sud, il banco di manovra contava altresì 25 leve e il quadro luminoso comprendeva stavolta la sola zona di competenza, mostrando la tabella dei consensi sul lato destro.
La cabina B consentiva di ricevere i treni provenienti da e per Pisa e dalla Zona Industriale Apuana e instradare quelli provenienti da La Spezia tramite segnalamento luminoso di 1ª categoria. Le leve erano così specializzate: una per l'avviso isolato lato Pisa, quattro per i segnali di 1ª categoria (protezione lato Pisa / Zona Industriale e partenza dai binari 2, 3 e dal fascio merci), una per il passaggio a livello, sei da deviatoio, dieci da instradamento, una da fermadeviatoio elettrico e, infine, due leve per la concessione dei consensi verso la cabina A.
La stazione, durante parte dell'esercizio con l'ACE, era munita di segnalamento di 1ª categoria con segnali di avviso a vela ovale e con segnali di protezione multipli (a candeliere), con parte del segnalamento di partenza posto su pali TE. Per la Genova-Pisa, i segnali di avviso isolati erano ubicati alla normale distanza di 1200 m dai segnali di protezione, mentre per l'Avenza-Carrara il segnale di avviso era posto 1000 m prima della protezione. Il binario indipendente da Massa Zona Industriale era dotato del solo segnale di protezione a una vela.
Successivamente l'impianto venne modificato: venne eliminato il segnalamento multiplo per i segnali di protezione e sostituito con segnalamento semplice con segnale di avanzamento, vennero modificati i segnali di partenza dal binario 3 e dal fascio merci, ora posti su stanti propri e dotati della tabella triangolare. Anche il piazzale subì alcune modifiche: vennero convertiti i deviatoi 9a e 10 in deviatoi semplici, ed eliminata tutta l'infrastruttura tecnologica relativa al binario di corsa verso la Zona Industriale. Venne altresì soppresso il blocco automatico lato Massa e sostituito con Blocco Elettrico Manuale.

### Impianto ACEI
| | Arrivi                | Partenze                  |
| --- | --------------------- | ------------------------- |
| La Spezia | I, II, III, IV, V     | 1p, I, II, III, IV, V, VI |
| Pisa | 1p, I, II, III, IV, V | I, II, III, IV, V, VI     |
| Gli itinerari potevano avere origine da entrambi i binari di corsa, grazie alla presenza di doppie comunicazioni. |                       |                           |

L'impianto, di tipo I 0/15 prima serie, inizialmente non atto al telecomando e senza opzioni per tracciati permanenti o disabilitazione, venne attivato nel 1976. Ricevette un aggiornamento nel 1998 permettendo la gestione del piazzale da remoto (V401).
Comprendeva una sala relè ubicata al primo piano del fabbricato viaggiatori e un singolo apparato ubicato nell'ufficio movimento di stazione (sala banco, consistente nella cabina), composto del banco di comando e del quadro luminoso, quest'ultimo posto nella parte superiore dell'apparato. In un locale esterno, nei pressi del piano caricatore ex Avenza-Carrara, aveva sede il posto di guardia AC, compreso di centralina elettrica, batterie e gruppo elettrogeno.
Gli itinerari permessi dal sistema erano possibili in arrivo e partenza da entrambe le direzioni Pisa e La Spezia verso tutti binari di circolazione (dall'1p al V), con origine dai segnali di protezione (punti d'origine) ai segnali di partenza (punti fine), dal binario VI era possibile solo effettuare gli itinerari di partenza in quanto non era presente il circuito di stazionamento per gli itinerari di arrivo. Tra i segnali sussidiari M, N, O e il comune a più binari P l'itinerario di partenza era frazionato e gestito con norme a parte (denominato semi itinerario IV÷VI, comprendente appunto i binari dal IV al VI fino al segnale comune).
Gli itinerari percorsi in deviata erano percorribili a 30 km/h, ad eccezione di quelli interessanti i binari I, II e III erano percorribili alla velocità di 60 km/h (tra i binari di corsa ciò era consentito solo con i segnali di partenza posti a via libera). In aggiunta, l'impianto era provvisto di 24 segnali bassi da manovra per un totale di 50 possibili istradamenti.

### Annotazioni
1. ↑   DLF, Avenza, su tripadvisor.it. URL consultato il 13 gennaio 2022.
2. ↑  Lunghezza dei circuiti di stazionamento per i binari centralizzati, distanza tra le traverse limite di stazionamento nei binari secondari.
3. ↑  Lunghezza complessiva dei circuiti 22, 23 e 24 (tra il segnale "H" e il deviatoio 17a, PL compreso).
4. ↑  Distanza presa tra il segnale "H" (lato La Spezia) e la traversa limite di stazionamento tra i binari 1 e 1p (lato Pisa, vedi piano schematico).
5. ↑  Distanza presa tra i segnali di partenza "E" (lato La Spezia) e "O" (vedi piano schematico).
6. ↑  Distanza presa tra i segnali di partenza "F" (lato La Spezia) e segnale "N" (lato Pisa, vedi piano schematico).
7. ↑  Distanza presa tra i segnali di partenza "G" (lato La Spezia) e segnale "M" (lato Pisa, vedi piano schematico).
8. ↑  Per comunicazione s'intende una coppia di deviatoi posti su due binari attigui paralleli, collegati tra loro in modo da consentire il passaggio dall'uno all'altro binario, la posizione di parallelismo corrisponde alla disposizione per il corretto tracciato dei due deviatoi, da:  Rete Ferroviaria Italiana - Direzione Tecnica, Istruzione per il Servizio dei Deviatori in uso sull'Infrastruttura Ferroviaria Nazionale, su epodweb.rfi.it, emesso il 30 luglio 2019,  p. 54, art. 7 comma 8. URL consultato il 10 agosto 2021.
9. ↑  Indicatore luminoso recante la lettera "T", normalmente spenta. Quando questa è accesa il macchinista deve mettersi in comunicazione con il regolatore della circolazione per ricevere ulteriori istruzioni, da:  Rete Ferroviaria Italiana - Direzione Tecnica, Regolamento sui Segnali in uso sull'Infrastruttura Ferroviaria Nazionale, su epodweb.rfi.it, emesso il 30 gennaio 2018,  p. 179, allegato 1 punto 2. URL consultato il 14 agosto 2021.
10. 1 2  Dall'1 al 99 sono indicati i deviatoi centralizzati con cassa di manovra elettrica, dal 101 al 199 quelli a mano dotati di fermadeviatoio elettrico, dal 201 in poi deviatoi liberi o dotati di fermascambio a chiave, dal 1001 in poi le intersezioni (sui quadri luminosi). Nelle comunicazioni doppie la coppia di deviatoi è indicata con numero unico e con "a" e "b" rispettivamente il deviatoio più vicino dall'ufficio movimento e quello più lontano.
11. ↑   Società Impianti Telefonici ed Elettrici, Dispositivo con chiave Yale, su Soluzioni tradizionali per il segnalamento, sitespa.it. URL consultato il 28 dicembre 2022.

### Fonti FS / RFI
- Società della Ferrovia Marmifera Privata di Carrara e Amministrazione autonoma delle Ferrovie dello Stato, Stazione di Avenza: Binario d'allacciamento colla Ferrovia Marmifera Privata di Carrara, su archividelmarmo.it.
- Azienda autonoma delle Ferrovie dello Stato, Linea Pisa-Genova. Stazione di Carrara-Avenza. Planimetria degli impianti, anni '70.
  -  Rete Ferroviaria Italiana - Direzione Tecnica, Linea Pisa-Genova. Stazione di Carrara-Avenza. Planimetria itinerari sicuri, a cura di Direzione Territoriale Produzione di Firenze - Unità Territoriale di Pisa, aggiornata al 15 giugno 2010  [anni 1970].
- Azienda autonoma delle Ferrovie dello Stato - Divisione IE Firenze, Stazione di Carrara-Avenza. Piano schematico. Impianto ACEI, revisione di fine anni ottanta.
- Ente Ferrovie dello Stato, Stazione di Carrara-Avenza. Piano schematico. Capacità in metri e assi dei binari, anni '80.
- Ferrovie dello Stato S.p.A., Impianto ACEI - Stazione di CARRARA AV. - Istruzioni per il personale addetto all'esercizio dell'impianto, a cura di Servizio Produzione - Ufficio Movimento, Servizio Potenziamento e Sviluppo, Firenze, dicembre 1993.
- Codebò G., Linea Genova-Roma. Tratta Genova Brignole-Pietrasanta (e). Stazione di Carrara-Avenza. Modifica ACEI per V401. Quadro luminoso, dicembre 2005  [3 agosto 1998].
- Codebò G., Linea Genova-Roma. Tratta Genova Brignole-Pietrasanta (e). Stazione di Carrara-Avenza. Modifica ACEI per V401. Quadro manovra, dicembre 2005  [3 agosto 1998].
- Ferrovie dello Stato S.p.A., Stazione di Carrara-Avenza. Schema elettrico e suddivisione in zone della linea di contatto, 29 marzo 1999.
  -  Rete Ferroviaria Italiana - Direzione Tecnica, Stazione di Carrara-Avenza. Schema elettrico e suddivisione in zone della linea di contatto, 10 marzo 2010.
- Rete Ferroviaria Italiana - Direzione Tecnica, Stazione di Carrara-Avenza. Quadro luminoso ACEI, revisione del 2010.

- Amministrazione autonoma delle Ferrovie dello Stato - Servizio Impianti Elettrici, Stazione di Apuania Carrara, cabina di comando A, su archiviofondazionefs.it, 1951. URL consultato il 24 dicembre 2022.
- Amministrazione autonoma delle Ferrovie dello Stato - Servizio Impianti Elettrici, Quadro luminoso Apuania Carrara - Cabina B, 1947-1948.
- Amministrazione autonoma delle Ferrovie dello Stato - Servizio Impianti Elettrici, Stazione di Apuania Carrara, cabina di comando B (interno), su archiviofondazionefs.it, 1951. URL consultato il 24 dicembre 2022.
- Azienda autonoma delle Ferrovie dello Stato, Elenco delle ditte raccordate alle Ferrovie italiane dello Stato ed alle ferrovie concesse (PDF), in Supplemento del Bollettino Commerciale FS n° 4/1968, 1968. URL consultato il 15 gennaio 2023.
- Rete Ferroviaria Italiana - Direzione Circolazione, Fascicolo Linee 99 (La Spezia Centrale-Livorno Centrale) (PDF), ed. dicembre 2003, Direzione Territoriale Produzione di Firenze, aggiornamento alla Circolare Compartimentale n. 22/2007 (archiviato dall'url originale il 5 novembre 2014).
- Rete Ferroviaria Italiana - Direzione Tecnica, Circolare Territoriale 15/2012, su donet.rfi.it, 21 dicembre 2012,  pp. 5-6. URL consultato il 1º gennaio 2015 (archiviato dall'url originale il 20 dicembre 2016).

### Planimetrie
- Luigi Piccinato e Marco Majoli (collaboratore), Piano regolatore generale di Carrara, su archivioluigipiccinato.it, 1957-1971. URL consultato il 27 maggio 2022.
  -  Luigi Piccinato e Marco Majoli (collaboratore), Disegno 003b - Completi (1ª fase) (JPG), su archivioluigipiccinato.it, 1964  [1957-1958 (cartina in sé)]. URL consultato il 27 maggio 2022.
  -  Luigi Piccinato e Marco Majoli (collaboratore), Disegno 028 - Studi (1ª fase) (JPG), su archivioluigipiccinato.it, anni '20. URL consultato il 27 maggio 2022.
  -  Luigi Piccinato e Marco Majoli (collaboratore), Disegno 029b - Studi (1ª fase) (JPG), su archivioluigipiccinato.it, 1957-1958 (cartina in sé). URL consultato il 27 maggio 2022.
  -  Luigi Piccinato e Marco Majoli (collaboratore), Disegno 030b - Studi (1ª fase). Variante CV (JPG), su archivioluigipiccinato.it, 1957-1958 (cartina in sé). URL consultato il 27 maggio 2022.
  -  Luigi Piccinato e Marco Majoli (collaboratore), Disegno 031 - Studi (1ª fase) (JPG), su archivioluigipiccinato.it, 1957-1958 (cartina in sé). URL consultato il 27 maggio 2022.
  -  Luigi Piccinato e Marco Majoli (collaboratore), Disegno 032b - Studi (1ª fase) (JPG), su archivioluigipiccinato.it, 1957-1958 (cartina in sé). URL consultato il 27 maggio 2022.
  -  Luigi Piccinato e Marco Majoli (collaboratore), Disegno 038b - Studi (1ª fase) (JPG), su archivioluigipiccinato.it, 1957-1958 (cartina in sé). URL consultato il 27 maggio 2022.
  -  Luigi Piccinato e Marco Majoli (collaboratore), Disegno 039b - Studi (1ª fase) (JPG), su archivioluigipiccinato.it, 1957-1958 (cartina in sé). URL consultato il 27 maggio 2022.
  -  Luigi Piccinato e Marco Majoli (collaboratore), Disegno 059b - Studi (3ª fase) (JPG), su archivioluigipiccinato.it, 1971  [1957-1958 (cartina in sé)]. URL consultato il 27 maggio 2022.
- Luigi Piccinato e Vera Consoli (collaboratrice), Piano di Zona per l'Edilizia Economica e Popolare di Carrara – Localizzazione dei quartieri nel territorio comunale, su archivioluigipiccinato.it, 1963-1964. URL consultato il 27 maggio 2022.
  -  Luigi Piccinato e Vera Consoli (collaboratrice), Disegno 001 (definitivi) (JPG), su archivioluigipiccinato.it, 1963-1964. URL consultato il 27 maggio 2022.
  -  Luigi Piccinato e Vera Consoli (collaboratrice), Disegno 005 (studi) (JPG), su archivioluigipiccinato.it, 1963-1964. URL consultato il 27 maggio 2022.